# David Stuart
David Stuart (Washington, 1965) è un archeologo, antropologo e scrittore statunitense.

## Biografia
È principalmente noto per i suoi studi sulle civiltà mesoamericane precolombiane e, in particolare, per la sua ricerca sulla civiltà Maya, e professore di arte e scrittura mesoamericana alla Università del Texas, a Austin.
È il figlio dei ricercatori studiosi dei Maya George E. Stuart e Gene S. Stuart. Ha iniziato le sue ricerche sulla geroglifici maya quando aveva 12 anni, e fin da giovanissimo ha lavorato al fianco dell'epigrafista Linda Schele. I suoi primi lavori sulla decifrazione dei glifi Maya gli valsero una borsa di studio (MacArthur Scholarship) nel 1984, all'età di 18 anni. È il destinatario più giovane nella storia di questa borsa di studio.
Stuart ha dato contributi significativi nelle aree dell'epigrafia, in particolare legate alla decifrazione della scrittura Maya utilizzata dalla civiltà maya.
Ha conseguito il PhD in antropologia presso la Vanderbilt University nel 1995 e ha insegnato presso la Harvard University prima di iniziare il suo lavoro presso la Università del Texas a Austin nel 2004. Stuart ha condotto ricerche in vari campi in vari siti archeologici in Messico, Guatemala e Honduras, concentrandosi principalmente sulla documentazione di sculture e iscrizioni Maya.
Le sue pubblicazioni includono "Dieci sillabe fonetiche", 1987, che gli ha fornito un lavoro sul campo sulla metodologia ormai accettata di decifrare i geroglifici Maya. Nel 2003 ha pubblicato un volume della serie "Corpus of Maya Hieroglyphic Inscriptions", dedicato ai disegni e alle fotografie delle sculture di Piedras Negras (Guatemala)].
Il suo libro più recente è Palenque: Eternal City of the Maya (Thames & Hudson), scritto in collaborazione con suo padre. Le sue ricerche e i suoi contributi agli studi Maya sono stati recentemente presentati in un pluripremiato documentario della PBS "Cracking the Maya Code" (Night Fire Films, 2008).
Stuart è direttore del Mesoamerican Center presso l'Università del Texas ad Austin, che promuove studi multidisciplinari sull'arte e la cultura americana. Supervisiona le attività della nuova Casa Herrera, il nuovo centro di ricerca accademica UT in Antigua, Guatemala, dedicato agli studi artistici, all'archeologia e alla cultura mesoamericana.

## Opere principali
- Ten Phonetic Syllables (1987)
- Classic Maya Place Names (Dumbarton Oaks Research Library and Collection, 1994) con la collaborazione di Stephen Houston
- Piedras Negras, Vol. 9, part 1, in Corpus of Maya Hieroglyphic Inscriptions series (Peabody Museum, Harvard University), 2003, con la collaborazione di Ian Graham
- The Inscriptions from Temple XIX at Palenque (The Pre-Columbian Art Research Institute, 2005)
- Palenque: Eternal City of the Maya (Thames and Hudson, 2008) con la collaborazione di  George Stuart
- The Memory of Bones: Body, Being, and Experience among the Classic Maya (University of Texas Press, 2011) wcon la collaborazione di Stephen Houston y Karl Taube
- The Order of Days: The Maya World and the Truth about 2012 (Random House – Harmony, 2011)